# Gambus

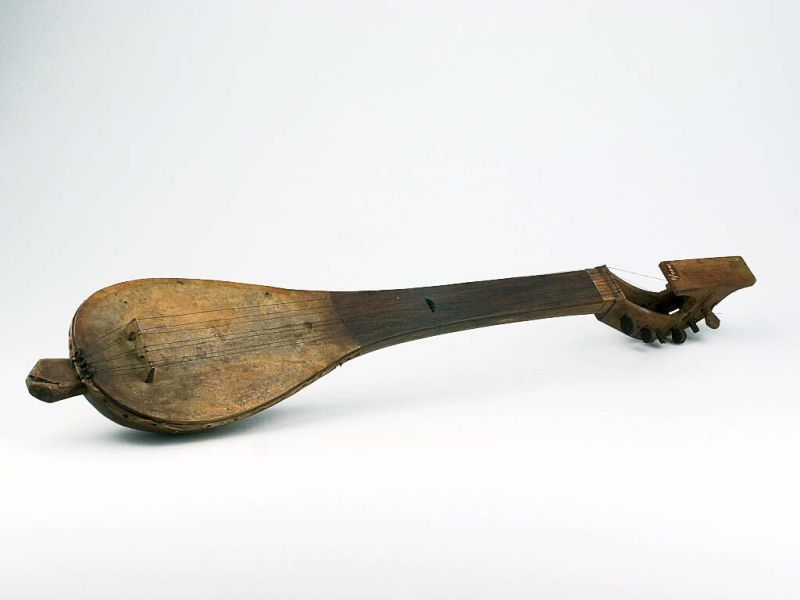
Gambus Melayu, vor 1936

Gambus, malaiisch, von qanbus (arabisch القنبوس, DMG al-qanbūs), bezeichnet eine Gruppe von gezupften Schalenhalslauten, die von islamisierten Volksgruppen in einigen Gebieten Malaysias und Indonesiens zur Begleitung religiöser Lieder gespielt werden. Im weiteren Sinn werden auch entsprechende Musikstile gambus und die Ensembles orkes gambus genannt, die religiöse und Unterhaltungstänze begleiten. Die beiden unterschiedlichen, von arabischen Händlern spätestens im 15. Jahrhundert verbreiteten Instrumententypen sind der gambus Melayu, dessen Form auf den birnenförmigen qanbus aus dem Jemen zurückgeht, und der gambus Hadramaut, dessen rundbauchiger Korpus ebenso wie der arabische ʿūd vom alten persischen Saiteninstrument barbaṭ abstammt. Alle Instrumente sind bundlos.

## Herkunft und Verbreitung

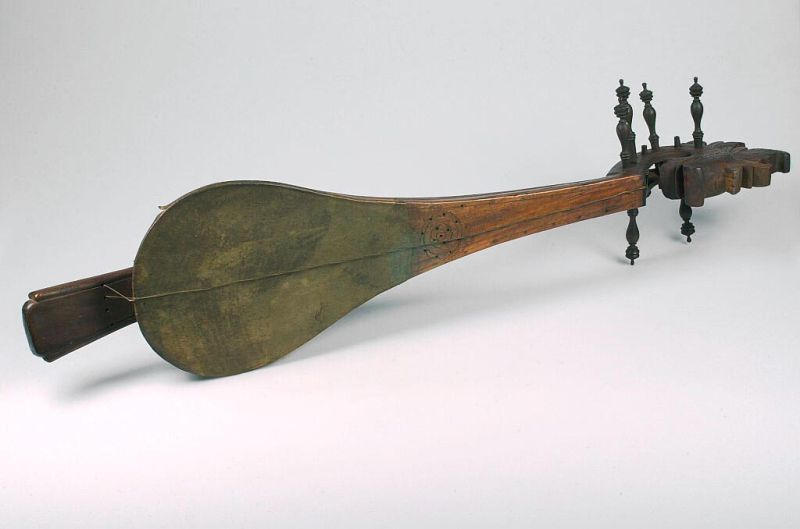
Gambus Melayu, vor 1871

Im arabischen und nordafrikanischen Raum sind mehrere ähnlich geformte und teilweise namensverwandte Lauten bekannt: Der gabbus (gambusi) von Sansibar, die Komoren-Laute gabusi sowie die Lauten gabus in Saudi-Arabien und gabbus in Oman. Curt Sachs führte erstmals 1915 diese schmalen Zupfinstrumente auf Vorläufer der bundlosen türkischen Laute kopuz (kobuz) zurück. In seinem Reallexikon von 1913 nennt er einen arabischen Ursprung für den malaiischen gambus.
Daraus folgt, dass nach gängiger Vorstellung etwa im 15. Jahrhundert das Wort qanbus und Lauteninstrumente mit arabischen Händlern, von denen viele aus der südostjemenitischen Region Hadramaut stammten, nach Südostasien in die malaiische Inselwelt (alam Melayu) gelangt sein müssen, wo sich zwei unterschiedliche Lautentypen und ihre Varianten zusammen mit dem Islam über die Malaiische Halbinsel, und weiter nach Sumatra, Borneo und Sulawesi ausbreiteten. Alle arabischen Lauten werden in der malaiischen Sprache gambus genannt. Der Name mag laut Curt Sachs indirekt auf die kopuz zurückzuführen sein, das türkische Instrument ist aber eine Langhalslaute, somit dürfte es als Vorbild für die Gambus-Instrumente nicht in Frage kommen. Einheimische (asli) primitive Vorformen, aus denen sich diese Lauten hätten entwickeln können, sind nicht bekannt. Eine andere Bauart sind die in der Region weit verbreiteten Bootslauten. Sie stammen wie die auf Sumatra gespielte hasapi oder die philippinische kutiyapi dem Namen nach aus Indien.
Der vom jemenitischen qanbus abstammende birnenförmige Typ heißt gambus Melayu, zur Unterscheidung von der rundbauchigen Laute gambus Hadramaut oder gambus Arab, deren Form von dem im 8. Jahrhundert in Persien eingeführten Saiteninstrument barbaṭ abstammt. Der persische Instrumententyp könnte nach einer Hypothese bereits wesentlich früher, möglicherweise schon im 9. Jahrhundert von Sufi-Missionaren und Händlern aus Persien zu einigen Küstensiedlungen in der malaiischen Inselwelt gebracht worden sein. Im 1. Jahrhundert gründeten indische Einwanderer das Kleinreich Kalah, nach dem der heutige malaiische Bundesstaat Kedah benannt ist. In einem dortigen oder einem anderen, von den Arabern als „Kalah“ bezeichneten Handelsort an der Westküste Malaysias legten seit dieser Zeit arabische und persische Segelschiffe an. Man fand arabische Münzen aus dem 9. Jahrhundert, die den Handel mit chinesischen Seeleuten belegen. Eine entsprechend frühe Ankunft von Lauteninstrumenten aus dem Westen wäre somit vorstellbar, die Frage eines persischen oder arabischen Ursprungs lässt sich nur anhand der Form klären.
Es ist nicht auszuschließen, dass außer der mittelalterlichen Laute mit rundem Korpus zu einer früheren Zeit auch eine kleinere Laute aus Persien kam, da dort schon in der Sassanidenzeit, die bis zur Mitte des 7. Jahrhunderts dauerte, eine ebenfalls barbaṭ genannte schmale Laute aus einem Stück Holz bekannt war. Diese Beschreibung passt auch auf den heutigen jemenitischen qanbus, genauso wie die Stimmung der Saiten in Quarten, die für die meisten arabischen und persischen Lauten charakteristisch ist. Im 13. Jahrhundert bildeten sich die ersten muslimischen Gemeinden in Aceh im Norden Sumatras, ab Anfang des 15. Jahrhunderts sahen sich die hinduistisch-buddhistischen Königreiche der Inseln von einem sich rasch ausbreitenden Islam bedroht. Bei den Bugis und Makassar in Sulawesi Selatan wurden Anfang des 17. Jahrhunderts mit dem Islam die Rahmentrommel rebana und der gambus Melayu eingeführt.
Die rundbauchige spätere Form des barbat wurde außerdem zum Vorbild für die europäischen Lauten. Ein Namensbezug zu den mittelalterlichen Gamben klingt einleuchtend, ist aber nicht gesichert.
Im 19. Jahrhundert hatten jemenitische Händler aus dem Hadramaut einen beträchtlichen Anteil an der Ausbreitung des Islams in Malaysia, Indonesien und Singapur. Viele von ihnen waren Islamgelehrte, und da die Männer aus der Region des Propheten kamen, waren sie und die von ihnen verbreitete reiche arabische Kultur einschließlich der Musik bei der Bevölkerung hoch angesehen. Musik bildete einen Teil dieser eingeführten und verbindenden kulturellen Identität (Asabiyya). Wie auf der arabischen Halbinsel Anfang des 20. Jahrhunderts die arabische ʿūd die birnenförmigen einheimischen Lauten fast vollständig verdrängte, so war in einem quasi zweiten musikalischen Import zur selben Zeit in alam Melayu die populärere ʿūd dafür verantwortlich, dass die rundbauchige Form des gambus Hadramaut den schmäleren gambus Melayu weitgehend verdrängen konnte.

## Bauform

### Gambus Melayu

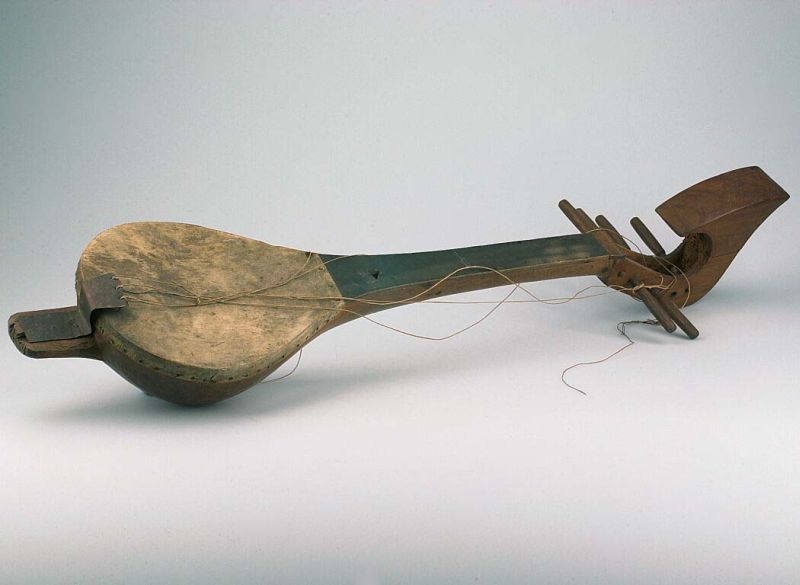
Gambus Melayu, vor 1936.
Alle Aufnahmen aus dem Tropenmuseum in Amsterdam

Andere regionale Bezeichnungen für den gambus Melayu (allgemein, in Borneo und Sulawesi) sind gambus seludang (in Sabah und Brunei), perahu, Hijaz (in Johor), biawak und gambus Palembang, in Sulawesi auch gambusu. Das schmale Instrument hat einen birnenförmigen Korpus (badan), der mit einer flachen Krümmung in einen mittellangen schlanken Hals übergeht. Dieser endet in einem C-förmig nach unten gebogenen Wirbelkasten (kepala, „Kopf“). Der hohle Korpus ist an der Oberseite (muka, „Gesicht“) anstelle der Decke mit einer ungegerbten Tierhaut bespannt, die manchmal mit arabischen Schriftzeichen verziert ist. Überwiegend wird Ziegenhaut verwendet, selten auch Echsen- oder Schlangenhaut. Über die Oberseite des ebenfalls ausgehöhlten Halses wird ein dünner Hartholzstreifen aufgeklebt, der als Griffbrett dient.
Proportionen und Größe variieren je nach Region, alle gambus Melayu sind aus einem Stück Stammholz herausgeschnitten. Die meisten werden aus Cempedak (Artocarpus integer), Cengal (Neobalanocarpus heimii, Familie der Dipterocarpaceae) oder Nangka (Artocarpus heterophyllus) hergestellt. Die genannten Hölzer sind weich, daher leicht zu bearbeiten und schrumpfen beim Trocknen kaum. In der Mitte der gewölbten Unterseite des Korpus befindet sich bei malaysischen Lauten ein Schallloch (lubang bunyi). Indonesische gambus haben drei bis fünf kleine Löcher an der Halsunterseite.
Die Wirbelkästen an indonesischen Instrumenten sind häufig mit geschnitzten Vögeln, Tierköpfen oder Blumen verziert und haben einen etwas längeren Hals als diejenigen der malaiischen Halbinsel. Die sieben Saiten – drei Doppel- und eine einzelne oberste Saite – laufen von den Wirbeln (telinga) über einen flachen Steg (gertak), der auf der Hautbespannung sitzt und enden an einem in der Unterseite eingesetzten Holzdorn (buntut, „Schwanz“). Drei und vier hölzerne Wirbel liegen sich waagrecht gegenüber.
Die Gesamtlänge eines typischen, in Johor gefertigten gambus beträgt etwa 88 Zentimeter, die Breite des Schallkörpers etwa 23 Zentimeter, der Boden hat eine maximale Tiefe von 13 Zentimetern. Der mit Haut bespannte untere Teil des Korpus ist bis zur Holzdecke des Halsansatzes etwa 32 Zentimeter lang.

### Gambus Melayu mit Holzdecke
Eine Besonderheit stellt der gambusu von Sulawesi dar. Das Instrument entspricht der schlanken Form des gambus Melayu, hat aber keine Hautbespannung, sondern eine aufgeklebte hölzerne Decke. Der Hals (neher) ist etwas breiter und der Wirbelkasten weniger sorgfältig verziert. Weitere abweichende museale Formen sind aus Java bekannt. In den meisten Regionen werden heute Nylonsaiten verwendet, nur in der Sumatra-Provinz Riau und auf einigen vorgelagerten Inseln bevorzugt man Drahtsaiten. Die Stimmung erfolgt in Quarten, bei den meisten gambus Melayu in A – D – G – C, nur die Drahtsaiten in der Riau-Provinz werden auf G – D – G – C gestimmt.
Der in Brunei und Sabah gespielte gambus Melayu oder gambus seludang hat ebenfalls eine Holzdecke und nur drei Doppelsaiten, die E – A – D gestimmt werden. Es könnte sich um eine Weiterentwicklung des hautbespannten gambus Melayu handeln. In dieser Region gibt es unterschiedlich große Lauten unter lokalen Bezeichnungen wie saludang mayang oder saludang buntal. Das normalgroße Instrument ist 100 Zentimeter lang und 32 Zentimeter breit. Die kleinste Laute, gambus Melayu kecil, misst 62 Zentimeter in der Länge.

### Gambus Hadramaut

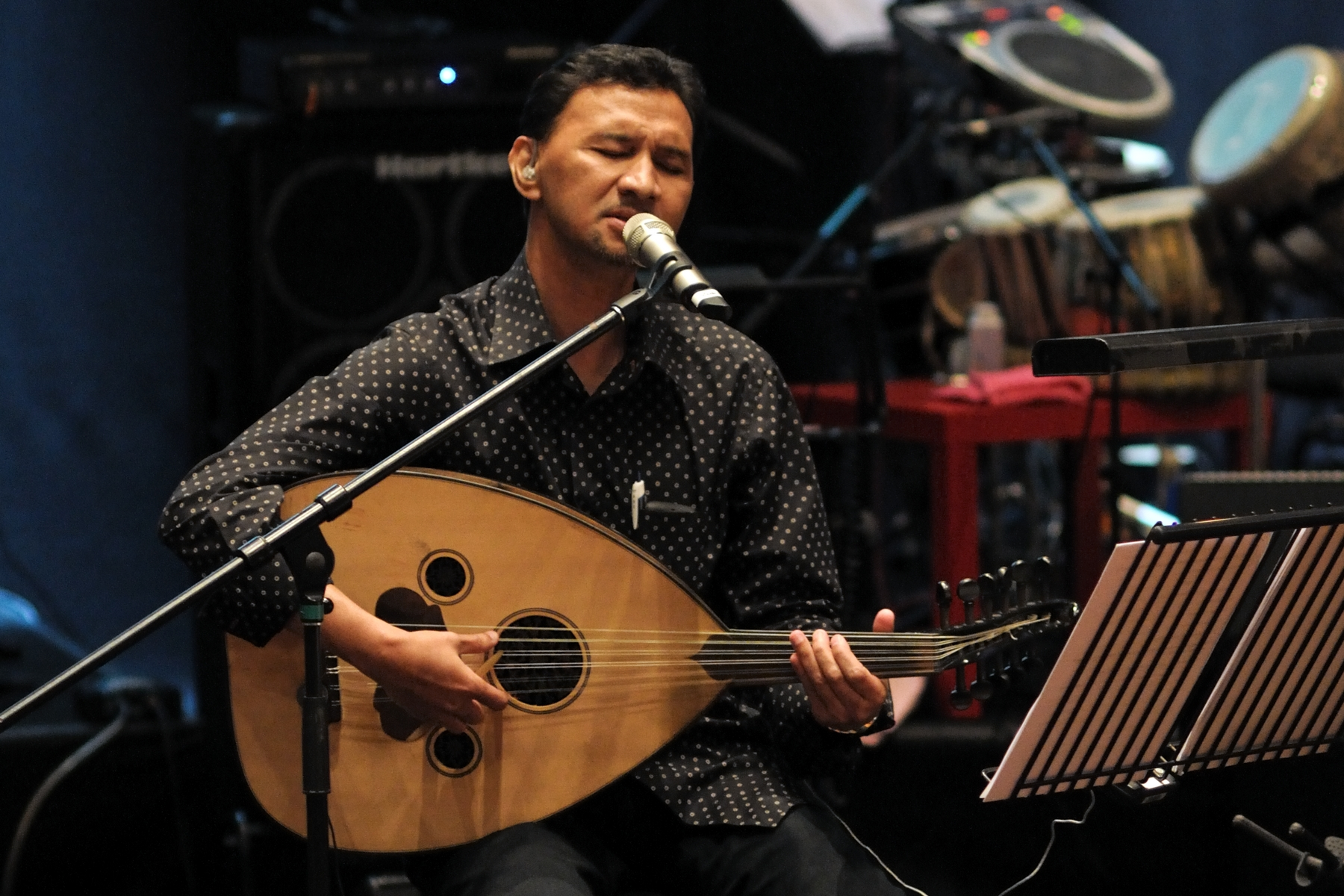
Gambus Hadramaut, gespielt von Zubir Abdullah bei einem Konzert im Theater Esplanade in Singapur, 2010

Dieser dem ʿūd entsprechende Instrumententyp ist hauptsächlich in Johor, an der Nordküste Borneos, besonders in Brunei (als gambus Johor), auf Sumatra, Java und dem Sulu-Archipel verbreitet. Der Korpus ist 38 Zentimeter breit und 22 Zentimeter nach unten gewölbt, die Gesamtlänge beträgt etwa 72 Zentimeter. Die rundbauchige Form besteht aus 15 bis 21 dünnen Holzstreifen, die an den Längskanten miteinander verleimt und durch Querrippen ausgesteift werden. Die Streifen bestehen aus seraya merah (Gattung Shorea), merwan (Gattung Hopea, ähnlich Meranti) und durian belanda (malaiisch, indonesisch: sirsak, deutsch: Sauersack). Die Decke aus einem flachen Holzbrett wird auf den Korpus aufgeklebt. Sie besitzt ein großes mittleres Schallloch mit etwa zwölf Zentimetern Durchmesser und zwei kleinere mit fünf Zentimetern seitlich der Saiten. Für das Fingerbrett am Hals (neher) wird normalerweise leban (Vitex cofassus, Gattung Vitex) verwendet.
Der etwa 23 Zentimeter lange Wirbelkasten ist ab dem Hals in einem stumpfen Winkel nach hinten geknickt. Er wird aus dem hellbraunen festen Holz von leban oder Seraya (Shorea curtisii, Dark Red Meranti) gefertigt. Gambus Hadramaut haben elf Nylonsaiten, fünf davon sind doppelt, die tiefste Saite ist einzeln. Das von Angelschnüren stammende Nylon wird heute meist durch Gitarrensaiten ersetzt. Die Stimmung in Quarten lautet B – E – a – d – g – c. Die Melodie wird mit einem Plektrum auf den oberen Saiten gespielt und von einem darunterliegenden Bordun ergänzt.

## Spielweise und kulturelle Bedeutung
Der gambus wird als ein Teil der gemeinsamen islamisch-malaiischen Kultur Südostasiens verstanden. Die als „arabisch“ geltenden Musikstile werden unter dem Begriff irama padang pasir („Rhythmus der Sandebene/Wüste“) zusammengefasst. Ein verbindendes Element der verschiedenen islamisierten Volksgruppen ist der Bezug auf den Ursprung ihrer Kultur im arabischen Raum. Der Oberbegriff für einen islamischen Musikstil ist orkes gambus („Gambus-Orchester“). Musikaufführungen werden in alam Melayu, falls dies in der richtigen Weise geschieht, als religiös ehrenvolles Tun angesehen, unabhängig von einer kontrovers diskutierten religiösen Tradition in den Hadithen. So hat der gambus eine lange Tradition als Begleitinstrument von islamischen Lobpreisliedern. In Malaysia überbrückt ein improvisiertes Gambus-Solospiel (Taksim) im Radio und Fernsehen die Zeit bis zum Beginn einer Gebetsübertragung. Der gambus zählt zu den Saiteninstrumenten, denen eine gewisse „Heiligkeit“ zugesprochen wird.
Zu den lokalen Musiktraditionen gehört der besonders im malaysischen Bundesstaat Johor gepflegte und von dort in die sumatranesische Provinz Jambi und nach Singapur ausgebreitete Zapin-Tanz, um das 15. Jahrhundert von arabischen Muslimen aus dem Hadramaut eingeführt worden sein dürfte. Bei dem ursprünglich nur von Männern aufgeführten Gruppentanz dürfen heute auch Frauen mitwirken. Die Form zapin Arab ist ein energischer Tanz mit heftigen Beinbewegungen, zapin Melayu ist zurückhaltender. Teilweise werden Szenen aus dem Alltag dargestellt. Beide Tanzstile können bei säkularen oder religiösen Anlässen aufgeführt werden. Zapin-Tanzveranstaltungen fanden früher in Herrscherhäusern genauso statt wie in Dörfern. Sie werden von einem Musikensemble begleitet, zu dem gambus (oder ʿūd) und zwei Paare von kleinen Doppelfelltrommeln (marwas) gehören. Eine Form des Zapin in der Provinz Lampung ist der tari bedana genannte islamische Tanzstil, der von mehreren gambus und Trommeln begleitet wird.
Der bei Hochzeiten und anderen Festen im Süden der malaysischen Halbinsel gepflegte musikalische Ghazal hat seinen Ursprung in der gleichnamigen arabisch-persischen Versgattung. Der Ghazal kam im 19. Jahrhundert als indische Liedform mit indischen Händlern oder Anfang des 20. Jahrhunderts zusammen mit dem Kulturimport des wayang Parsi (Parsen-Theater) nach Malaysia. Zu den Melodien wurden die alten malaiischen Pantun-Verse in populärer Weise gesungen, begleitet von einem aus Indien importierten Harmonium und tablas, sowie gambus und Violine. Es bildete sich eine unterhaltsame Stilmischung mit einem heute meist seicht klingenden Liebesgesang.
Traditionelle Pantun finden sich in Volksliedern, Wiegenliedern und Lobpreisgesängen auf den Propheten. Auch in Brunei werden sie mit einem gambus begleitet, wobei der Sänger unter Verwendung des Pantun-Versmaßes eigene Strophen improvisieren kann. Zapin-Tänze mit dazu gesungenen Pantun-Versen heißen dort zapin Brunei.
Kasidah (von arabisch qaṣīda) ist eine weltliche und religiöse Liedgattung, die sich über die Zentren Westsumatra und Sulawesi hinaus verbreitet hat. Die religiösen Lieder werden in arabischer Sprache gesungen, auch von Mädchen in Religionsschulen, und mit dem gambus und mit Trommeln begleitet.

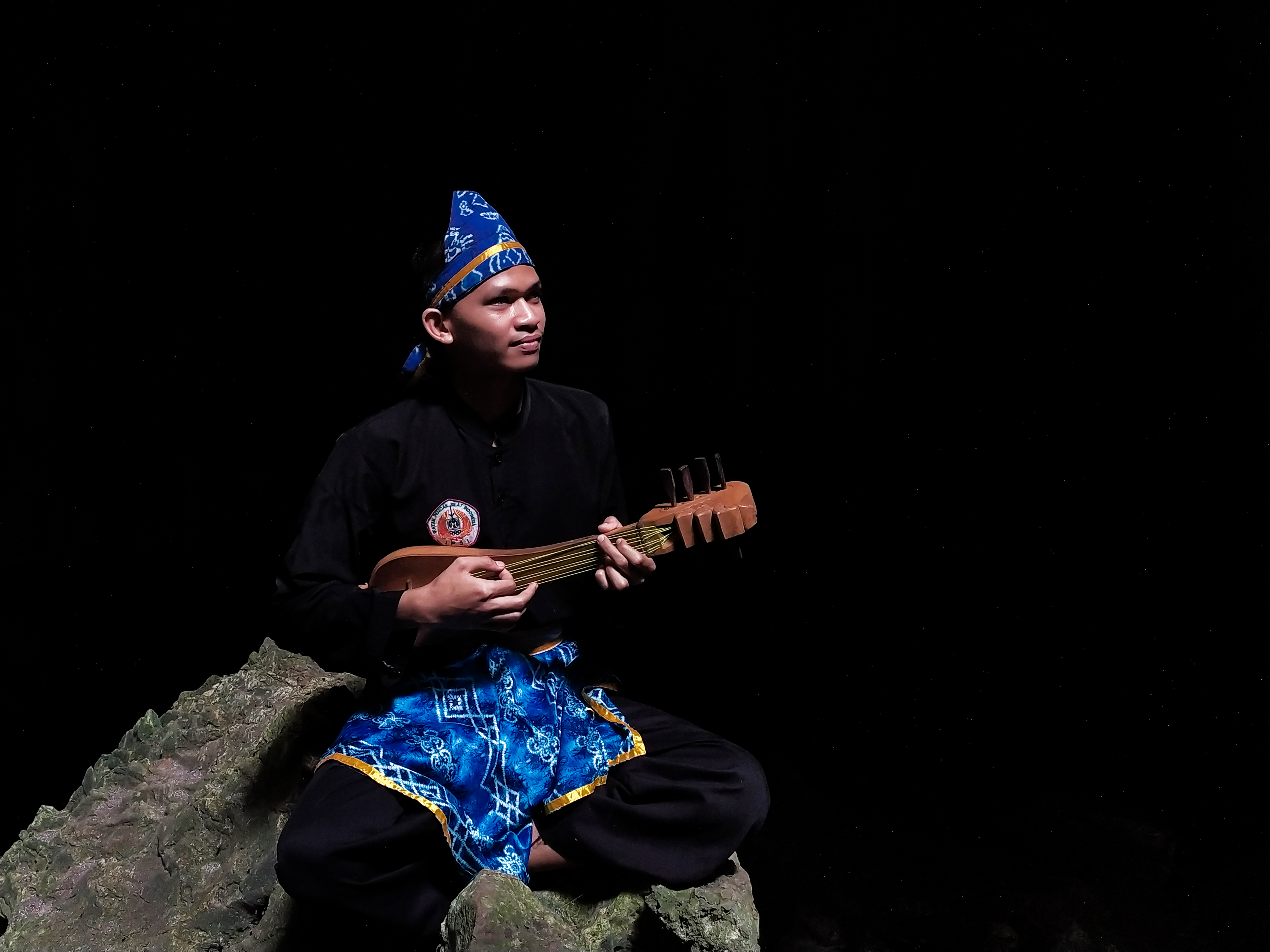
Mit dem gambus verwandte panting mit vier Doppelsaiten im Süden von Borneo

Bei den Minangkabau in Westsumatra werden religiöse Tänze aufgeführt, die mit einem gambus oder beim salawek dulang genannten Tanz mit einem Bronzeteller (dulang) begleitet werden. Beide Instrumente brachten nach der lokalen Überlieferung muslimische Missionare Ende des 16. Jahrhunderts mit. Im Küstentiefland spielen die Minangkabau die weit verbreitete, Anfang des 20. Jahrhunderts entstandene Unterhaltungsmusik des orkes Melayu mit gambus, Akkordeon, Violinen (biola), Flöten (saluang) und Kontrabass.
Allgemein können in Gambus-Ensembles (orkes gambus) Flöten (verbreitet suling), Violinen, Rahmentrommeln (rebana) oder neuerdings auch ein elektronisches Keyboard mitwirken. Gespielt werden populäre einheimische und arabische Hits, die über Musikkassetten verbreitet werden. Die Gambus-Spieler sind fast immer männlich, Frauen begleiten ihren Gesang auf der Rahmentrommel.
Dementsprechend hat sich in der Musik von Lombok nach 1945 unter der muslimischen Bevölkerung mit dem cilokaq ein regionaler Unterhaltungsmusikstil entwickelt, bei dem zwei gambus den harmonischen Hintergrund für die Gesangsstimme, eine melodieführende suling und das Doppelrohrblattinstrument preret bilden.
Der auf Java und anderen Inseln verbreitete Frauentanz Ronggeng wird auf den Nordmolukken mit der Bambusflöte filutu, Trommeln und Gongs begleitet, in einer alternativen Besetzung auch mit gambus, zwei kleinen Zylindertrommeln marwas und einen Sänger.
Regional kommen mit dem gambus verwandte Lauten vor. Zu diesen gehört im Süden von Borneo die kleine Schalenhalslaute panting mit vier Doppelsaiten. Sie begleitet mit einem orkes panting genannten Ensemble die Volkstheateraufführung mamanda. Das orkes panting besteht aus ein bis zwei Violinen (biul), zwei Gongs (gaduk), zwei kleine zweifellige Trommeln (ketipung), zwei panting und einem Sänger. Namensverwandt und ähnlich ist die in der Musik von Lombok gespielte penting.